# Penggung Airport
Penggung Airport (indonesiska: Bandar Udara Penggung, engelska: Cakrabuwana Airport) är en flygplats i Indonesien.   Den ligger i provinsen Jawa Barat, i den västra delen av landet, 200 km öster om huvudstaden Jakarta. Penggung Airport ligger 19 meter över havet.
Terrängen runt Penggung Airport är platt åt nordost, men åt sydväst är den kuperad. Runt Penggung Airport är det mycket tätbefolkat, med 1 517 invånare per kvadratkilometer. Närmaste större samhälle är Cirebon, 5,7 km norr om Penggung Airport. Omgivningarna runt Penggung Airport är en mosaik av jordbruksmark och naturlig växtlighet.